# Myrtle Allen

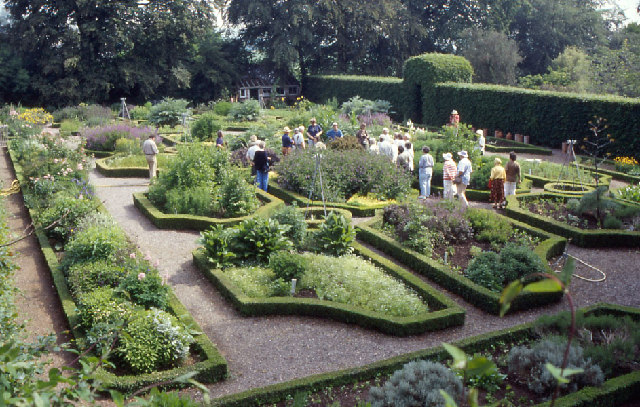
Kinoith

Myrtle Allen (Tivoli, Cork, County Cork, Ierland, 13 maart 1924 – Cork, 13 juni 2018) was een Ierse chef-kok, bekend van restaurant The Yeat's Room in Ballymaloe House. Naast haar carrière in het koken, was zij ook actief als hotelier, docent en schrijfster.
Allen werd onder meer genoemd als de "vermaarde matriarch van de Moderne Ierse keuken" en de "toonaangevende figuur van het moderne Ierse koken".

## Persoonlijk
In 1943 huwde Myrtle Hill met Ivan Allen, een groentenkweker, die op dat moment werkte op de boerderij Kinoith in Shanagarry van de familie Strangman. In 1947 kocht het koppel Ballemaloe House en de bijbehorende boerderij. Ivan was verantwoordelijk voor de groente- en fruitkwekerij van Ballymaloe en werkte op Kinoith terwijl zijn vrouw zorg droeg voor de kinderen en het landhuis. Later, in 1958, erfde Ivan Allen Kinoith van Wilson Strangman, voor wie hij jarenlang gewerkt had.
Aangezien haar echtgenoot een succesvol groente- en fruitkweker was, had Allen altijd een overvloed aan verse producten in haar keuken. Onder invloed van haar echtgenoot, een gretig fijnproever, leerde zij koken door het nemen van kookcursussen op de "School of Commerce" en zelfstudie. In 1962 had zij een kookrubriek in de Irish Farmers Journal. Deze krant was oorspronkelijk een uitgave van de Macra na Feirme. Myrtle Allen was zeer actief in deze organisatie voor jonge boeren. In 1959 was ze daar "vice-president voor de regio Munster" van de "National Council". Een poging in 1963 om president van de regio Munster te worden was onsuccesvol. Wel was zij twee termijnen (1960-1964) vice-president van de nationale organisatie.
In 1964 besloot zij een restaurant te starten in haar eigen eetkamer, wat de naam The Yeats Room kreeg. Haar filosofie van het gebruik van lokale, ambachtelijk geproduceerde ingrediënten en het dagelijks aanpassen van het menu aan de beschikbare seizoensproducten was in die tijd revolutionair. Later werden een aantal ongebruikte kamers van het landhuis verbouwd teneinde als Guest house te kunnen fungeren. Dit groeide later uit tot een volwaardig hotel.
In de late jaren zestig startten Allen samen met haar sous-chef Darina O'Connell met het geven van kookcursussen. In een later stadium verplaatste Darina, inmiddels getrouwd met Allens zoon Tim, de kooklessen naar Kinoith en werd de Ballymaloe Cookery School een feit.
Myrtle Allen was in 1986 betrokken bij de oprichting van Euro-toques International en was oprichter van Euro-toques Ireland. Dit is een organisatie voor professionele koks die het Europese culinaire erfgoed promoten en beschermen en tevens de kwaliteit van lokaal en zorgvuldig bereid voedsel verdedigen. Zij diende als president van het internationale orgaan van 1994 tot 1997
Myrtle Allens echtgenoot Ivan overleed in 1998.
In 2013 was Allen het onderwerp van de documentaire Myrtle Allen: A Life in Food.
Myrtle Allen overleed op 13 juni 2018 in Cork University Hospital in Cork. Zij werd 94 jaar.

## Onderscheidingen
- 1975–1980: Een Michelinster[13]
- 1975–1981, 1983–1984 en 1987–1988: Een ster in de Egon Ronay Guide[14]
- 1981–1994: Red M (tegenwoordig bekend als "Bib Gourmand") toegekend door de Michelingids[15]
- 2000: Eredoctoraat in de Rechten - toegekend door de University College Cork[16]
- 2011: Taste Icon award – toegekend door "Taste of Dublin"[17]
- 2011: Lifetime Achievement Award – Women and Agriculture Awards[18]
- 2014: Lifetime Achievement Award, toegekend door de Irish Food Writers' Guild[19]

## Gepubliceerde boeken (selectie)
- The Ballymaloe cook book; 1984[20]
- Myrtle Allen's Cooking at Ballymaloe House; 1990[21]
- Local producers of good food in Cork : celebrating the food culture of Cork. - Myrtle Allen; Arun Kapil; 2005[22]